# خوان ایمببرت
خوان ایمببرت (انگلیسی: Juan Imbert؛ زادهٔ ۳۱ مارس ۱۹۹۰) بازیکن فوتبال اهل آرژانتین است.
از باشگاه‌هایی که در آن بازی کرده‌است می‌توان به باشگاه فوتبال آرسنال ساراندی و باشگاه فوتبال بوکا جونیورز اشاره کرد.